# Gerhard Mahler (Politiker)
Gerhard Mahler (* 6. November 1930 in Plochingen; † 26. März 1996 in Salzburg) war ein deutscher Unternehmer und Politiker (CDU). Er war von 1972 bis 1976 Staatssekretär im Staatsministerium Baden-Württemberg.

## Leben
Mahler wurde in Plochingen geboren und wuchs im benachbarten Eßlingen am Neckar auf, wo sich seine Vorfahren bis zum Urgroßvater bekannte Handwerker und Unternehmer waren. Er bestand 1951 am Esslinger Georgii-Gymnasium das Abitur und studierte anschließend an der Universität Tübingen Rechtswissenschaften und danach Wirtschafts- und Sozialwissenschaften an den Universitäten Köln, München und Hamburg. In München beendete er 1956 das Studium als Diplomkaufmann. Im Jahr 1962 promovierte er an der Hamburger Universität zum Dr. rer. pol. Seit dem Sommersemester 1952 war Mahler Mitglied der Studentenverbindung Landsmannschaft Schottland.
Im Jahr 1958 begann Mahler als Geschäftsführer des mittelständischen Familienunternehmens J. F. Mahler, Apparate- und Ofenbau KG, Eßlingen am Neckar, zu arbeiten. Diese Tätigkeit führte er bis Juni 1972 aus. Währenddessen war er von 1969 bis 1972 auch Mitglied des Landesvorstandes des Vereins Deutscher Maschinenbau-Anstalten (VDMA).

## Politik

### Partei
Mahler war noch zu Studienzeiten 1953 der CDU beigetreten und von 1957 bis 1966 war er stellvertretender Vorsitzender der Jungen Union in Nordwürttemberg. Von 1959 bis 1970 war er Vorsitzender des CDU-Kreisverbandes in Esslingen und von 1962 bis 1972 außerdem auch Stadtrat in Esslingen am Neckar. Im Jahr 1971 wurde er Vorsitzender des CDU-Bezirksverbandes in Nordwürttemberg, als der er auch Mitglied des Landespräsidiums der baden-württembergischen CDU war.

### Staatssekretär
Im Juli 1970 wurde Mahler Beauftragter des CDU-Landesverbandes für Öffentlichkeitsarbeit. Im baden-württembergischen Landtagswahlkampf 1972 fungierte er als Wahlkampfleiter der CDU. Als die CDU bei der Wahl vom 23. April 1972 mit 52,9 % der Stimmen die absolute Mehrheit errang, wurde zu einem großen Teil als sein Verdienst betrachtet. Im neugebildeten Kabinett wurde er im Mai 1972 zum Staatssekretär im Staatsministerium mit Sitz und Stimme ernannt. In der neuen Landesregierung von Hans Filbinger übernahm er Planungs- und Leitungsaufgaben. Im Mai 1973 äußerte Mahler sein Interesse am Amt des Generalsekretärs der baden-württembergischen CDU, Filbinger zog jedoch den Abgeordneten Dietmar Schlee vor. Das Verhältnis zwischen ihm und Filbinger kühlte auch im weiteren Verlauf weiter ab. Nachdem die CDU bei der nächsten Landtagswahl 1976 ebenfalls wieder gewonnen hatte, hatte Mahler auf den Posten als Landwirtschaftsminister gehofft, für den er auch schon vier Jahre zuvor kandidiert hatte. Filbinger berücksichtigte jedoch als Nachfolger des aus Altersgründen nicht mehr zur Verfügung stehenden Friedrich Brünner nicht ihn, sondern Gerhard Weiser und bot ihm wieder nur das Amt des Staatssekretärs an. Mahler lehnte verärgert ab und wurde durch Gerhard Mayer-Vorfelder ersetzt, der allerdings im Gegensatz zu Mahler keine Stimme im Kabinett bekam.

### Späte Jahre
Mahler hatte sich zu der Landtagswahl 1976 im Wahlkreis Nürtingen aufstellen lassen, in dem er auch das Direktmandat bekam und in den baden-württembergischen Landtag einzog. Nach dem Rücktritt Filbingers im August 1978 setzte er sich zusammen mit Manfred Wörner für die Nominierung des Stuttgarter Oberbürgermeisters Manfred Rommel zum neuen Ministerpräsidenten ein. Am 30. August wurde allerdings Lothar Späth zum neuen Regierungschef gewählt. Mahler schied 1980 wieder aus dem Landtag aus, da er sich wieder als Unternehmer betätigen wollte. In der Folge war er Geschäftsführer und Kommanditist der Mahler Verwaltungs GmbH in Esslingen am Neckar. Auch den CDU-Bezirksvorsitz gab er auf, wurde allerdings im Mai 1985 Ehrenvorsitzender der nord-württembergischen CDU. Ein Jahr später, im Februar 1986 betätigte er sich wieder auf politischer Bühne, als er sich zum Vorsitzenden des Vorstandes der neugegründeten Landesanstalt für Kommunikation wählen ließ. Nach Differenzen mit dem Südwestfunk trat er im Oktober 1990 von diesem Amt zurück. Im gleichen Jahr trat er mit einem Brief nochmals in die Öffentlichkeit, als er Lothar Späth beschuldigte in der Parteispendenaffäre mehrfach falsch ausgesagt zu haben. Er berief sich dabei auf alte Protokolle, nach denen Späth falsch ausgesagt haben sollte.

## Belege
- Internationales Biographisches Archiv 24/1996 vom 3. Juni 1996 im Munzinger-Archiv.